# Memminger Zeitung
Die Memminger Zeitung ist eine täglich erscheinende, unabhängige Tageszeitung für den Memminger Raum. Sie erscheint als Druck- und E-Paper-Ausgabe sowie in abgespeckter Form als kostenlose Online-Ausgabe. Die verkaufte Auflage beträgt 15.241 Exemplare, ein Minus von 34,9 Prozent seit 1998.

## Geschichte
Erstmals erschien am 2. März 1709 eine Zeitung in Memmingen. Sie wurde von Anton Neppenschmid herausgegeben und trug den Titel Neppenschmid'sche Zeitung. Als Neppenschmid 1712 starb, fand sich kein neuer Drucker in der Stadt für die Übernahme der Zeitung. 

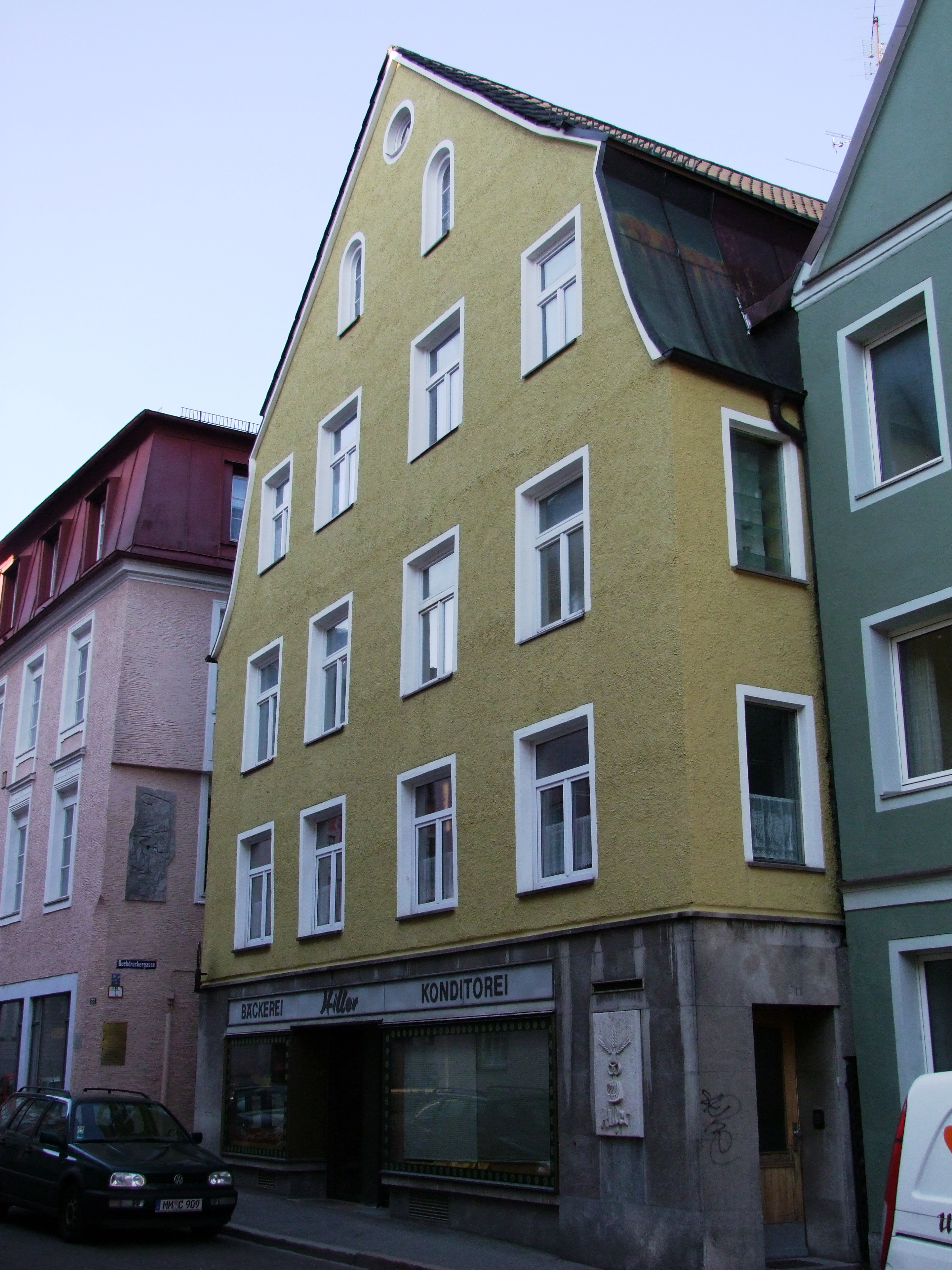
Das „Geburtshaus“ der Memminger Zeitung, Geschäftshaus von Johannes Rehm

Die erste Ausgabe der Memmingischen Ordinären Zeitung erschien am 3. Januar 1804. Sie kam dienstags, donnerstags und samstags heraus. Das älteste noch erhaltene Exemplar dieser Zeitung  vom 18. September 1804 wird in der Wissenschaftlichen Stadtbibliothek Memmingen im Grimmelhaus aufbewahrt. Ob es vor 1804 weitere Zeitungen gab, lässt sich nicht feststellen. 1808 gab Johannes Rehm erstmals die Memminger Zeitung heraus, die sonntags, montags, mittwochs und freitags, ab 1811  wöchentlich dreimal, am Dienstag, Donnerstag und Samstag, erschien. Von 1816 bis 1821 entfiel die Donnerstagsausgabe. Neuere Forschungen gehen davon aus, dass es auch diese Zeitung bereits seit 1804 gab. Rehm, der die Zeitung auch als politisches Blatt für seine Ideale verwandte, verkaufte die Zeitung 1838 an seinen Schwiegersohn Carl Fischbach, der sie bis 1847 verlegte. Nach 16-jähriger Unterbrechung übernahm der Buchhändler Oskar Besemfelder 1863 die Zeitung. Sie war mehrere Monate zuvor bereits in Kempten gedruckt und von Besemfelder vertrieben worden. 1865 führte Theodor Otto die Zeitung weiter. Bis nach der Machtergreifung der Nationalsozialisten wurde sie weiterhin verlegt, erst am 31. Dezember 1935 musste die Zeitung eingestellt werden. Das nationalliberale Blatt wurde von den Nationalsozialisten nicht geduldet, weshalb eine Zwangsvereinigung mit dem seit 1890 in Memmingen erschienenen katholischen Memminger Volksblatt erfolgte. Zusätzlich war im Jahre 1930 der Allgäuer Beobachter entstanden, der von den Nationalsozialisten gefördert wurde. Um die Pressefreiheit weiter einzuschränken, wurde am 1. Januar 1936 die Memminger Zeitung mit dem Allgäuer Beobachter als Genossenschaft zwangsvereinigt. Am Schrannenplatz in Memmingen war der Druckort, die Genossenschaftsmitglieder waren hohe Parteifunktionäre der NSDAP. Mit dem Ende des Krieges wurde die Zeitung eingestellt. Die Funktionäre der Genossenschaft waren meist geflohen oder inhaftiert. Die Zeitung konnte jedoch nicht aus dem Handelsregister gelöscht werden, weil die Einberufung der Mitglieder für einen Genossenschaftsbeschluss nicht möglich war. 
Im August 1945 genehmigte die amerikanische Militärregierung die Gründung eines Gewerkschafts-Ortsverbandes in Memmingen als zweiten in Bayern nach Hof. Im selben Jahr beantragten dessen Mitglieder die Herausgabe einer regionalen Zeitung. Dies lehnte die Militärregierung mit der Begründung ab, dass nur selbständige Zeitungsverlage eine Drucklizenz erhielten. Theo Schuster nutzte den ungelöschten Eintrag des Allgäuer Beobachters im Handelsregister und berief eine Genossenschaftsversammlung ein. Von den ehemals 52 Mitgliedern waren etwa 30 politisch wenig bis gar nicht vorbelastet. Die alte Vorstandschaft wurde abgewählt und eine neue bestimmt. Die Beschlüsse der Gesellschaftsversammlung wurde von der amerikanischen Militärregierung nur durch ein gewisses Durcheinander in den Zuständigkeiten und den deutschen und amerikanischen Gesetzen anerkannt. Auch half die eine oder andere Beziehung zu Mitarbeitern der Militärregierung. Das durchaus gefährliche Vorgehen der Mitglieder der Genossenschaft verhinderte eine Beschlagnahmung des Zeitungsinventars. Schuster bekam eine Lizenz als Drucker und so konnte die Druckerei- und Verlagsgenossenschaft egmbH gegründet werden. Der Kommandant der Militärregierung teilte Whiskey, Zigaretten und Papier zu, als Gegenleistung sollte den amerikanischen Soldaten in Gruppen zu jeweils 20 Personen das Drucken beigebracht werden – allerdings ohne Erfolg. Als erstes wurden Spielkarten gedruckt, da hierfür der nötige Karton vorhanden war. Auf dem Land wurden diese gut verkauft, im Tausch bekam die Zeitung Butter, Käse und Mehl. Damit konnte Papier beschafft werden. Mit diesem konnten Schulhefte gedruckt werden. Ende 1946 entdeckte die Vermögensverwaltung der Zeitung das einstige Parteivermögen und beschlagnahmte es. Nach langwierigen Verhandlungen konnte der Druckereibetrieb das Vermögen unter treuhändischer Aufsicht für den Druckbetrieb verwenden. Ein Jahr später gründete Theo Schuster zusammen mit dem Verleger Maximilian Dietrich aus Ziemetshausen  die Verlagsdruckerei Dietrich & Schuster. Diese pachtete den ehemaligen Druckereibetrieb von der Vermögensverwaltung. Nur durch Zufall wurde den Inhabern Anfang 1949 bekannt, dass die amerikanische Militärregierung die Memminger Druckerei an den Allgäuer Zeitungsverlag so gut wie verkauft hatte. Der CSU-Politiker Mühleisen und August Schwingstein, der ehemalige Mitherausgeber der Süddeutschen Zeitung, verhinderten beim bayerischen Ministerpräsidenten Hans Ehard den Verkauf in letzter Minute. Allerdings musste man sich mit weitreichenden Einschränkungen einverstanden erklären. So musste der Allgäuer Zeitungsverlag zu 50 Prozent an der Zeitung beteiligt werden, die Verlagsdruckerei durfte den Betrieb behalten. Am 9. November 1949 wurde die Gründungsurkunde der Memminger Zeitung Verlagsdruckerei GmbH unterzeichnet. 

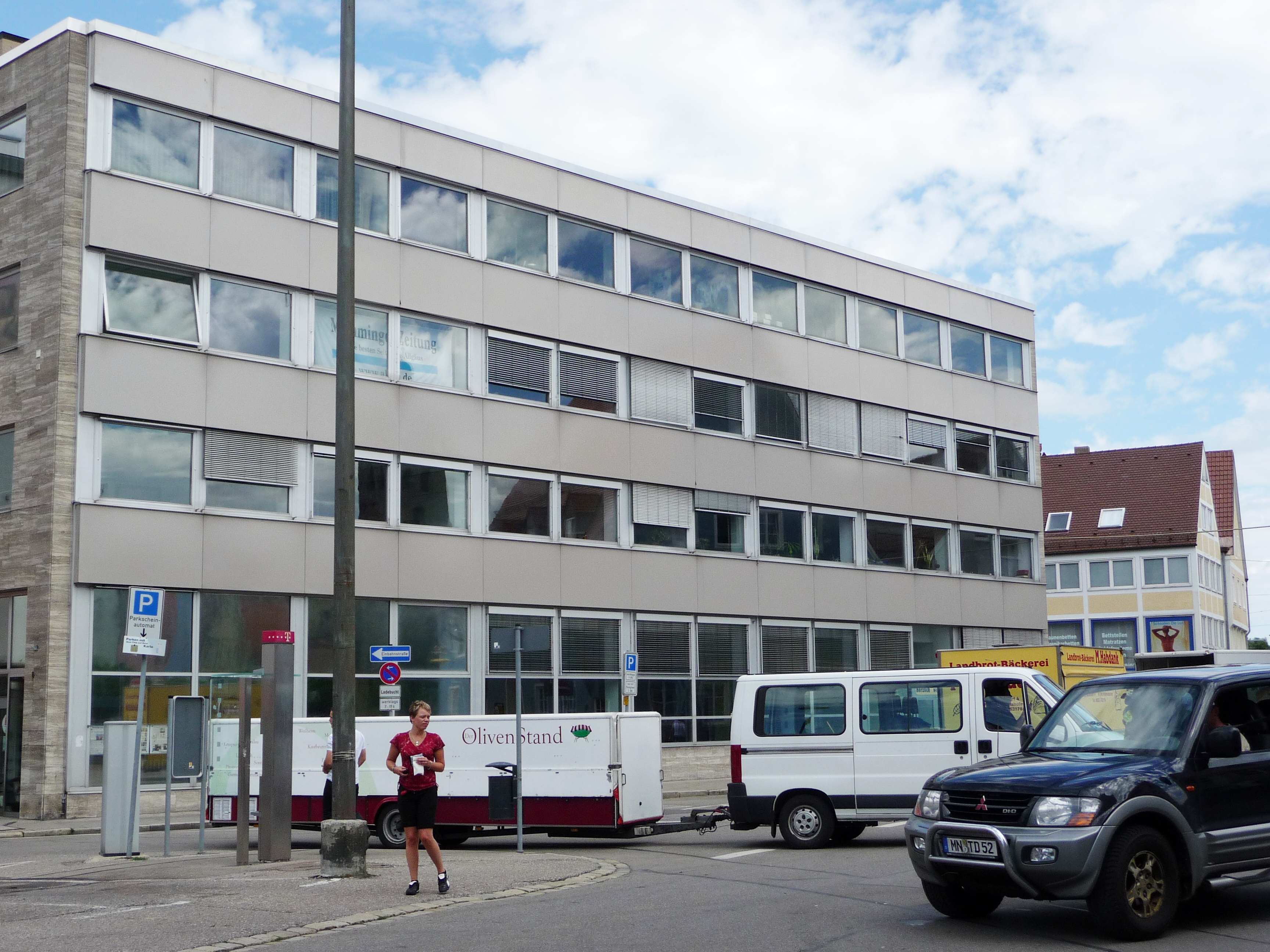
Das ehemalige Zeitungsgebäude am Schrannenplatz

Dietrich & Schuster stellten das Anzeigenblatt ein, der Allgäuer Heimatverlag gab sein Memminger Tagblatt auf. Am 15. November 1949 erschien die erste Ausgabe der heutigen Memminger Zeitung. Dreimal wöchentlich, am Dienstag, Donnerstag und Samstag wurde die Zeitung zu einem Preis von 20 Pfennigen beziehungsweise für zum Monatsbezugspreis von 2,20 D-Mark verkauft. Die Anfangsauflage betrug 7500 Stück. 1953 konnte eine neue Druckmaschine im Rheinischen Format angeschafft werden. Nachdem das alte Gebäude dem modernen Druckereibetrieb aus Platzmangel nicht mehr genügte, fasste man Anfang der 1960er Jahre einen Neubau ins Auge. Am 25. Mai 1963 wurde das neugebaute Haus, damals als Glaspalast tituliert, feierlich mit einem Tag der offenen Tür eingeweiht. Architekt war der Regierungsbaumeister Willy Hornung aus dem nahen Ottobeuren. Der Allgäuer Zeitungsverlag und die Memminger Zeitung schlossen am 1. Oktober 1968 einen Vertrag über eine Arbeits- und Interessensgemeinschaft zur gemeinsamen Herausgabe einer Heimatzeitung für den Stadt- und Landkreis Memmingen. Bis zu diesem Zeitpunkt wurde die Zeitung in Memmingen auf einer 20-seitigen Rotationsmaschine gedruckt. Die Mantelseiten kamen aus Augsburg und Kempten. Seit 1968 wird die Memminger Zeitung im Allgäuer Zeitungsverlag in Kempten gedruckt. Der Satz und der Umbruch der Lokalseiten werden weiterhin in Memmingen gefertigt. 
Anfang 2002 wurde der Allgäuer Zeitungsverlag alleiniger Eigentümer der Memminger Zeitung. Das Gebäude am Schrannenplatz wurde 2003 grundlegend saniert, die ehemaligen Druckräume vermietet. Das alte Gebäude wurde 2008 im Zuge des großen Schrannenplatzumbaus und der Umgestaltung zugunsten eines modernen Gebäudekomplexes abgebrochen. Die Zeitung, die in Memmingen mit Geschäftsstelle, Redaktion, Anzeigenabteilung und Vertrieb weiterhin als Memminger Zeitung ihren Sitz hat, zog in das neu gebaute Dienstleistungszentrum komm in der Donaustraße um. Heute hat die Zeitung eine Auflage von über 21.000.

## Verbreitungsgebiet
Das Verbreitungsgebiet der Zeitung erstreckt sich auf die kreisfreie Stadt Memmingen, den Altlandkreis Memmingen und das württembergische Illertal der Landkreise Biberach und Ravensburg.

## Auflage
Die Memminger Zeitung hat wie die meisten deutschen Tageszeitungen in den vergangenen Jahren an Auflage eingebüßt. Die verkaufte Auflage ist in den vergangenen 10 Jahren um durchschnittlich 2,6 % pro Jahr gesunken. Im vergangenen Jahr hat sie um 4,5 % abgenommen. Sie beträgt gegenwärtig 15.241 Exemplare. Der Anteil der Abonnements an der verkauften Auflage liegt bei 89,1 Prozent. 
| 1998  | 1999  | 2000  | 2001  | 2002  | 2003  | 2004  | 2005  | 2006  | 2007  | 2008  | 2009  | 2010  | 2011  | 2012  | 2013  | 2014  | 2015  | 2016  | 2017  | 2018  | 2019  | 2020  | 2021  | 2022  | 2023  | 2024  |
| ----- | ----- | ----- | ----- | ----- | ----- | ----- | ----- | ----- | ----- | ----- | ----- | ----- | ----- | ----- | ----- | ----- | ----- | ----- | ----- | ----- | ----- | ----- | ----- | ----- | ----- | ----- |
| 23397 | 23261 | 23187 | 23021 | 22744 | 22412 | 22153 | 21998 | 21711 | 21652 | 21390 | 21119 | 20844 | 20426 | 20277 | 19949 | 19790 | 19461 | 19159 | 18748 | 18325 | 17830 | 17511 | 17205 | 16512 | 15963 | 15241 |

## Sonderbeilagen
Die Memminger Zeitung gibt mehrmals im Jahr Sonderbeilagen heraus. Die älteste Ausgabe des  Spiegelschwab, damals noch unter dem Namen Schwäbischer Erzähler, ist aus dem Jahre 1897 erhalten; allerdings war dies bereits die Nr. 37 des 13. Jahrgangs. Es muss daher bereits frühere Ausgaben gegeben haben. Der Stadtarchivar Julius Miedel war verantwortlich für die Redaktion, die Th. Otto'sche Buchdruckerei für den Druck. Die Tradition, dass die Memminger Stadtarchivare den Spiegelschwab redigieren, besteht noch. Gegenwärtig ist Christoph Engelhard für die Sonderbeilage zuständig. Bis zu seinem Tod 2013 arbeitete auch der Heimatpfleger Uli Braun an der Sonderbeilage mit, die   über aktuelle und historische Begebenheiten der schwäbischen Stadtgeschichte berichtet.
Bereits von den Vorgängerzeitungen wurden mehrere Sonderbeilagen herausgebracht, darunter bis 1936 die Beilagen Haus, Hof, Garten, der Landmanns Feierabend, das Illustrierte Sonntags-Blatt und die Frauenzeitung. Als Parallelausgabe gab es im selben Zeitraum auch die Ottobeurer Zeitung.